# José Reguero Argüelles
José Reguero Argüelles (Villaviciosa, Asturias, 23 de marzo de 1803 - 5 de noviembre de 1853), astrónomo y matemático asturiano.

## Biografía
Hijo de Francisco Reguero y María Josefa Argüelles, hermana de Agustín Argüelles, estudia gramática castellana y latina en Villaviciosa y Humanidades en Valdediós. Protegido por el entonces obispo de Zamora, que era familiar suyo, Pedro Inguanzo y Rivero, ingresó en el Seminario de Zamora, en el que concluyó los estudios de Filosofía y más tarde en la Universidad de Salamanca, en la que se graduó de licenciado en Cánones en 1832, facultad de la que se doctoró poco después en la Universidad de Valladolid. Concluidos los estudios, y siempre bajo la protección de Inguanzo y Rivero, ya arzobispo de Toledo, éste le designó racionero del arzobispado y más tarde consejero del gobierno de esa jurisdicción eclesiástica. En tal puesto intervino en la guerra carlista y se dio a conocer como escritor con su Apología del justo medio, libro que refleja el talante de un hombre liberal y amante del progreso.
Se traslada a Toledo a trabajar bajo la tutela de Pedro Iguanzo, en ese tiempo arzobispo de Toledo, y allí se interesa por la astronomía. Publica su libro Uranografía vulgar, un mapa celeste que le reporta fama y hace que se le dé una cátedra de matemáticas en el recién nacido instituto de segunda enseñanza y el cargo de vicerrector. Publica también los tres tomos de su Astronomía física. El concordato de 1851 suprimió la clase de los racioneros, pero se le dio una canonjía al año siguiente, que obtuvo con la dignidad de capitular y en la que estuvo poco tiempo, puesto que falleció el 5 de noviembre de 1853.

## Obra
- Uranografía vulgar, ó sea representación clara y palpable del mecanismo celeste. Toledo: Editorial J. de Cra. 1842.
- Astronomía física. Nociones de esta ciencia sublime, dirigidas a ponerla al alcance de todos, y á preparar al estudio elemental de la misma. Madrid, 1850-51, 3 tomos, 672p. + 638p. + 397p. 7 láminas plegadas.
- Apología del justo medio: Discurso político, calmante de excitación, conciliador de extremados partidos, lo dirige a un amigo y lo ofrece al público el licenciado... (Toledo, 1836).
- Brevísimas reflexiones sobre el discurso que, contra la intolerancia de cultos religiosos, pronunció un ilustre diputado en la sesión de Cortes el 13 de diciembre de 1836 (Toledo: Imp. de D. J. de Cea, 1837).
- Máximas y verdaderos principios del Derecho público canónico que sirven de bases preliminares al Tratado y concordia entre el sacerdocio y el imperio (Toledo 1838).
- La Religión y las Ciencias, o sean, principales puntos de contacto de la religión con las ciencias en general y especialmente con la Astronomía (Madrid: Impr. y casa de la Unión Comercial, 1843), 2 vols.